# Biarum angustatum
Biarum angustatum là một loài thực vật có hoa trong họ Ráy (Araceae). Loài này được (Hook.f.) N.E.Br. mô tả khoa học đầu tiên năm 1880.